# مكتبة الأحقاف
مكتبة الأحقاف للمخطوطات وهي مكتبة يمنية أثرية تقع في محافظة حضرموت مدينة تريم في مسجد المحضار.

## البدايات الأولى
إهتم أرباب العلم في حضرموت وفي تريم بالذات ـ حيث كانت ومازالت مركزاً علمياً مهماً في العالم الإسلامي منذ العصور السالفة ـ بنسخ الكتب واقتنائها رغبة في تكوين المراجع الفنية المختلفة وخاصة في القرن السادس الهجري الذي عرف بالعصر الذهبي حيث شهد انفتاحاً علمياً كبيراً وبرز فيه رجال العلم والثقافة والأدب.

## التكوين
في عام 1972م تكونت مكتبة الأحقاف للمخطوطات بتريم من مجموعة مكتبات أهلية من مصادر متعددة لكل من: آل الكاف، آل بن يحيى، آل بن سهل، آل الجنيد، آل الحداد، رباط تريم، آل الحسيني، العيدروس من الحزم، ومكتبة السلطان صالح القعيطي من المكلا ومصادر أخرى.

## الأحقاف الاسم والدلالة
سميت المكتبة ب (الأحقاف) تيمناً بهذا الاسم المبارك الذي ورد في القرآن الكريم السورة رقم 46 . والأحقاف الاسم القديم لوادي حضرموت . والحِقْف بكسر الحاء وسكون القاف هو المُرتَفَع من الرمل.

## فنون المخطوطات
نظمت المخطوطات حسب فنون الموضوعات التي تحتويها وهي كالتالي: التفسير، الحديث، الفقه، التصوف، التراجم والسير والتاريخ، الأدب واللغة، الطب، المجاميع (مخطوطات تشتمل على أكثر من نص وموضوع).

## عصر المخطوطات
معظم المخطوطات تعود إلى القرن العاشر والحادي عشر الهجري، وأقدم المخطوطات المحفوظة في المكتبة تعود إلى القرن الخامس الهجري منها:
1. نسخة من البيان في تفسير القرآن (الجزء الخامس) لأبو جعفر محمد بن الحسن الطوسي ، نسخت سنة 595هـ بخط نسخي مهمل النقط في الأكثر.
2. نسخة من الجزء الثاني من كتاب القانون في الطب لأبن سيناء نسخت سنة 633هـ وبها حواشي منقولة من نسخة المؤلف.
3. نسخة لخمسة أجزاء من الدر المنثور في التفسير بالمأثور لجلال الدين عبدالرحمن بن أبي بكر السيوطي نسخت سنة 897هـ ومزين بالذهب بالأسلوب المملوكي وعليه إجازات مكتوبة بيد المؤلف.
4. نسخة في جزئين بخط بديع ومزين بالذهب لكتاب الشفاء بتعريف حقوق المصطفى للقاضي عياض بن موسى بن عياض اليحصبي نسخت سنة 763 هـ.

## أقسام المكتبة
- قسم المخطوطات : ويحتوي على 3241 مجلد مخطوط وفيها ما يزيد على ستة آلاف ومائتين عنوان مرتبة في الدواليب على حسب فنون الموضوعات التي تحتويها كالتفسير، الحديث , الفقه، التصوف، التراجم والسير والتاريخ، الأدب واللغة، الطب، المجاميع – مخطوطات تشمل على أكثر من نص وموضوع – ولكل مخطوط رقم وبطاقة خاصة به تُعطي معلومات كاملة عن المخطوطة، كما توجد فهارس على شكل جداول تعطي معلومات أولية للباحث.
- قسم المطبوعات: يحتوي على كثير من المراجع المتعلقة بالمخطوطات وكذا فهارس بعض المكتبات العالمية وكتب ومجلات خاصة بالمخطوطات وكذا شتى العلوم ويزيد عدد المطبوعات على 1600 مطبوع ولها فهرسة خاصة بها.
- قسم الكمبيوتر والتصوير: يحتوي على أجهزة كمبيوتر وآلة تصوير حيث يخدم عملية صف وإعداد الفهارس وكذا تصوير المخطوطات لحفظها ولخدمة الباحثين (الفوتوكوبي والرقمي) .
- قسم الصيانة: يحتوي على مواد وورشة متواضعة للتجليد وصيانة المخطوطات القديمة.

## مهام المكتبة
1. خدمة الباحثين وهي أهم الواجبات والأعمال اليومية التي تقدمها المكتبة للباحثين الذين يفدون إليها من المؤسسات العلمية والجامعات الحكومية والأهلية والأجنبية.
2. التعريف بالتراث الثقافي اليمني وإسهام اليمن في الحضارة الإنسانية وذلك من خلال تعريف الوفود الرسمية الكبيرة كرؤساء الدول ورؤساء الحكومات والوزراء التي لا تخلو برامجهم من زيارة المكتبة وكذا الأفواج السياحية من جميع أنحاء العالم. كما يرتاد المكتبة بشكل يومي أعداد كبيرة من السياح المحليين وطلاب المدارس من محافظات الجمهورية.
3. حماية المخطوطات الكثيرة التي تحتويها المكتبة في شتى المجالات وصيانتها.